# لائو (دهانه)
لائو یک دهانه برخوردی در ماه‌ است.

## دهانه‌های اقماری
این دهانه ۲ دهانه اقماری دارد.
| Laue | عرض جغرافیایی | طول جغرافیایی | قطر          |
| ---- | ------------- | ------------- | ------------ |
| U    | ۲۸.۸° N       | ۱۰۱.۴° W      | ۵۶.۰ کیلومتر |
| G    | ۲۷.۸° N       | ۹۳.۲° W       | ۳۶.۰ کیلومتر |